# Psectra siamica
Psectra siamica är en insektsart som beskrevs av Nakahara och Kuwayama in Nakahara 1960. Psectra siamica ingår i släktet Psectra och familjen florsländor. Inga underarter finns listade i Catalogue of Life.